# 山口県道287号長門三隅線
山口県道287号長門三隅線（やまぐちけんどう287ごう ながとみすみせん）は、山口県長門市を通る一般県道である。

## 概要
長門市仙崎から長門市三隅中に至る。もともとは国道191号だったが、JR西日本山陰本線と2度踏切と平面交差することなどから旧大津郡三隅町中心部南方の山麓に三隅バイパスが建設され、旧道化した部分が1994年（平成6年）に本路線に認定された。

### 路線データ
- 起点：長門市仙崎（仙崎交差点、国道191号交点、山口県道34号下関長門線終点）
- 終点：長門市三隅中（観月橋交差点、国道191号交点）

## 路線状況
JR西日本山陰本線と三隅川に沿って走行する。終点付近で旧三隅町の中心地区を通過する。

### 道路施設

#### 橋梁
- 沢江橋（沢江川、長門市）
- 浅田橋（浅田川、長門市）
- 新開橋（大竹川、長門市）

## 地理

### 通過する自治体
- 長門市

### 交差する道路
| 交差する道路                     | 交差する場所 | 交差する場所        |
| -------------------------------- | ------------ | ------------------- |
| 国道191号 山口県道34号下関長門線 | 仙崎         | 仙崎交差点 / 起点   |
| 山口県道285号野波瀬港線          | 三隅下       | 野波瀬港入口交差点  |
| 国道191号                        | 三隅中       | 観月橋交差点 / 終点 |

### 交差する鉄道
- 山陰本線

### 沿線
- 長門市立浅田小学校
- JR西日本山陰本線 長門三隅駅 - 1995年（平成7年）まで本路線との間に山口県道284号長門三隅停車場線があった。
- 長門市役所 三隅総合支所
- 村田清風墓
- 村田清風旧宅
- 長門市立三隅中学校
- 長門市立明倫小学校